# NK Jovan Lazić Bolman
NK "Jovan Lazić" je nogometni klub iz Bolmana u Baranji. Trenutačno se natječe u 2. ŽNL Osječko-baranjskoj NS Beli Manastir.

## Povijest
Klub je osnovan 1929. godine pod nazivom ŠK Bolman. Nakon 2. svjetskog rata mijenja ime u NK "Jovan Lazić". Ime dobiva po narodnom heroju Jovanu Laziću. U Hrvatskoj, klub je registriran 2006. godine. Klub je domaće utakmice igrao u Jagodnjaku, na igralištu NK Bratstvo Jagodnjak. 5. rujna 2010. godine svečano je otvoreno igralište (Iza Magacina), te je klub iz Bolmana zaigrao u svom naselju.

### Plasmani kluba kroz povijest
| Sezona    | Liga                                                       | Plasman    |
| --------- | ---------------------------------------------------------- | ---------- |
| 2007./08. | 3. ŽNL Osječko-baranjska NS Beli Manastir (Baranjska liga) |            |
| 2008./09. | 3. ŽNL Osječko-baranjska NS Beli Manastir (Baranjska liga) | 12. mjesto |
| 2009./10. | 3. ŽNL Osječko-baranjska NS Beli Manastir (Baranjska liga) | 8. mjesto  |
| 2010./11. | 3. ŽNL Osječko-baranjska NS Beli Manastir (Baranjska liga) | 6. mjesto  |
| 2011./12. | 3. ŽNL Osječko-baranjska NS Beli Manastir (Baranjska liga) | 7. mjesto  |
| 2012./13. | 3. ŽNL Osječko-baranjska NS Beli Manastir (Baranjska liga) | 6. mjesto  |
| 2013./14. | 3. ŽNL Osječko-baranjska NS Beli Manastir (Baranjska liga) | 5. mjesto  |
| 2014./15. | 3. ŽNL Osječko-baranjska NS Beli Manastir (Baranjska liga) | 7. mjesto  |
| 2015./16. | 3. ŽNL Osječko-baranjska NS Beli Manastir (Baranjska liga) | 3. mjesto  |
| 2016./17. | 3. ŽNL Osječko-baranjska NS Beli Manastir (Baranjska liga) |            |

## Vanjske poveznice
- Facebook stranica kluba (do svibnja 2013. godine
- Facebook stranica kluba (od svibnja 2013. godine)
- Sportski klubovi općine Jagodnjak
- Profil, HNS Semafor